# مایکل روزبش
مایکل روزبش (انگلیسی: Michael Rosbash؛ زادهٔ ۷ مارس ۱۹۴۴) دانشمند در زمینه ژنتیک اهل ایالات متحده آمریکا است. وی در سال ۲۰۱۷ برای پژوهش‌هایش روی ساعت زیستی، به همراه جفری هال و مایکل یانگ برندهٔ جایزه نوبل فیزیولوژی و پزشکی شده‌است.